# Кирилівка (Берестинський район)
Кири́лівка — село в Україні, у Берестинському районі Харківської області. Населення становить 549 осіб.

## Географія
Село Кирилівка знаходиться на правому березі річки Берестовенька, вище по течії на відстані 2 км розташоване село Старовірівка, нижче за течією на відстані 1 км розташоване село Берестовенька, на протилежному березі — село Гранове. Через село проходить залізниця, станція Платформа 53 км. По селу протікає пересихаючий струмок з загатою

## Історія
У 1674 року козаки Кальницького полку Брацлавщини, після тривалого протистояння з польським урядом, почали пошук більш затишного місця для проживання. У 1682 році частина козацьких родин оселилася біля річки Берестової, де за свідченням місцевих краєзнавців було засновано містечко, яке назвали на честь їхнього отамана Кирила — «Кирило-Поль».
За даними на 1859 рік у власницькому селі Кирилівка (Кирилпіль) Костянтиноградського повіту Полтавської губернії, мешкало 1310 осіб (641 чоловічої статі та 669 — жіночої), налічувалось 231 дворове господарство, існували православна церква та 2 заводи.
Під час організованого радянською владою Голодомору 1932—1933 років померло щонайменше 178 жителів села.
Колишній орган місцевого самоврядування — Кирилівська сільська рада.

## Населення
Згідно з переписом УРСР 1989 року чисельність наявного населення села становила 619 осіб, з яких 261 чоловік та 358 жінок.
За переписом населення України 2001 року в селі мешкало 549 осіб.

### Мова
Розподіл населення за рідною мовою за даними перепису 2001 року:
| Мова       | Відсоток |
| ---------- | -------- |
| українська | 89,98 %  |
| російська  | 10,02 %  |

## Економіка
- Молочно-товарна і птахо-товарна ферми.
- Селянський союз ім. Щорса.

## Об'єкти соціальної сфери
- Школа.

## Символіка

### Герб та прапор
Зображення млина — є ознакою сільськогосподарської спрямованості діяльності жителів сучасної території Кирилівської сільської ради з давніх часів. Стилізоване зображення калини — є символом України і символізує факт заснування козаками адміністративного центру сільської ради — села Кирилівки на землях Запорізької Січі. Стилізоване зображення срібної (білої) хвилястою стрічки є віддзеркаленням найбільшої річки району — Берестової.